# Daniel Mrázek
Daniel Mrázek (ur. 15 maja 2003 w Nymburk) – czeski łyżwiarz figurowy startujący w parach tanecznych z siostrą Kateřiną Mrázkovą. Mistrz świata juniorów (2023), brązowy medalista finału Junior Grand Prix (2022), mistrz Czech seniorów (2024) oraz mistrz Czech juniorów (2023).

## Osiągnięcia

### Z Kateřiną Mrázkovą
| Zawody                                | 20–21          | 21–22          | 22–23          | 23–24          |                |                |                |                |                |                |                |                |                |                |                |                |                |
| Międzynarodowe                        | Międzynarodowe | Międzynarodowe | Międzynarodowe | Międzynarodowe | Międzynarodowe | Międzynarodowe | Międzynarodowe | Międzynarodowe | Międzynarodowe | Międzynarodowe | Międzynarodowe | Międzynarodowe | Międzynarodowe | Międzynarodowe | Międzynarodowe | Międzynarodowe | Międzynarodowe |
| ------------------------------------- | -------------- | -------------- | -------------- | -------------- | -------------- | -------------- | -------------- | -------------- | -------------- | -------------- | -------------- | -------------- | -------------- | -------------- | -------------- | -------------- | -------------- |
| Mistrzostwa świata                    |                |                |                | 13             |                |                |                |                |                |                |                |                |                |                |                |                |                |
| Mistrzostwa Europy                    |                |                |                | 9              |                |                |                |                |                |                |                |                |                |                |                |                |                |
| GP Grand Prix Helsinki                |                |                |                | 7              |                |                |                |                |                |                |                |                |                |                |                |                |                |
| GP Skate America                      |                |                |                | 8              |                |                |                |                |                |                |                |                |                |                |                |                |                |
| CS Lombardia Trophy                   |                |                |                | 5              |                |                |                |                |                |                |                |                |                |                |                |                |                |
| CS Nebelhorn Trophy                   |                |                |                | 5              |                |                |                |                |                |                |                |                |                |                |                |                |                |
| Międzynarodowe: Kategorie młodzieżowe |                |                |                |                |                |                |                |                |                |                |                |                |                |                |                |                |                |
| Mistrzostwa świata juniorów           |                |                | 1              |                |                |                |                |                |                |                |                |                |                |                |                |                |                |
| JGP Finał                             |                |                | 3              |                |                |                |                |                |                |                |                |                |                |                |                |                |                |
| JGP w Czechach                        |                |                | 1              |                |                |                |                |                |                |                |                |                |                |                |                |                |                |
| JGP we Francji                        |                | 4              |                |                |                |                |                |                |                |                |                |                |                |                |                |                |                |
| JGP na Słowacji                       |                | 4              |                |                |                |                |                |                |                |                |                |                |                |                |                |                |                |
| JGP we Włoszech                       |                |                | 1              |                |                |                |                |                |                |                |                |                |                |                |                |                |                |
| Egna Trophy                           | 6 J            | 1 J            | 1 J            |                |                |                |                |                |                |                |                |                |                |                |                |                |                |
| International Challenge Cup           |                | 2 J            | 1 J            |                |                |                |                |                |                |                |                |                |                |                |                |                |                |
| Memoriał Pavla Romana                 |                | 1 J            |                |                |                |                |                |                |                |                |                |                |                |                |                |                |                |
| Trophée Métropole Nice                |                | 1 J            |                |                |                |                |                |                |                |                |                |                |                |                |                |                |                |
| Krajowe                               |                |                |                |                |                |                |                |                |                |                |                |                |                |                |                |                |                |
| Mistrzostwa Czech                     |                | 2 J            | 1 J            | 1              |                |                |                |                |                |                |                |                |                |                |                |                |                |